# 西贺村站
西贺村站是一个侯西线上的铁路车站，位于山西省临汾市侯马市侯马乡，建于1985年，目前为四等站，邮政编码为043001。目前客运：办理旅客乘降；行李、包裹托运；不办理货运营业。